# Winter on Fire: Ukraine’s Fight for Freedom
Winter on Fire: Ukraine’s Fight for Freedom ist ein Dokumentarfilm von Jewgeni Afinejewski aus dem Jahr 2015 über den Euromaidan, der 2013/14 in der Ukraine stattfand. Der Film wurde als bester Dokumentarfilm für die Oscarverleihung 2016 nominiert.

## Handlung
Die Entwicklungen der „Revolution der Würde“, dem Aufbegehren der ukrainischen Bürger, Aktivisten, Studenten, Arbeitern und Künstler gegen das Aussetzen des Assoziierungsabkommens zwischen der Europäischen Union und der Ukraine, werden durch Interviews mit Teilnehmern der Proteste und anhand ihrer eigenen Videoaufzeichnungen dargestellt. Er fokussiert dabei bewusst auf die Anstrengungen der Protestierenden:

„Jedes Mal, wenn man eine Kamera auf einen Politiker richtet, verkauft er sich selber und seine Agenda. Das ist keine menschliche Geschichte. Ich habe mit dem Film versucht, die Geschichte der Menschen zu erzählen. (Every time you point a camera to a politician, his story is promoting himself and promoting his party and his agenda. It’s not a human story. For me this movie was the human story that I tried to tell.)“

## Produktion
Die Produktion des Films wurde von Netflix unterstützt, der Film ist auf dieser Website zu sehen.

## Kritik
„[I]t provides […] little historical context or a larger overview of how the growing authoritarianism of Putin’s Russia is affecting this part of the world.“

„Der Film bietet wenig historischen Kontext oder einen größeren Überblick darüber, wie der wachsende Autoritarismus Putins diesen Teil der Welt verändert.“

## Auszeichnungen
Gewonnen
- 2015: „People's Choice Award“ des Toronto International Film Festivals

Nominierung
- Bester Dokumentarfilm der Oscarverleihung 2016
- 2015: „Golden Reel Award“ der Motion Picture Sound Editors